# توني مكنمارا (مخرج)
توني مكنمارا (بالإنجليزية: Tony McNamara)‏ هو كاتب سيناريو ومخرج أسترالي، ولد في 1967 في Kilmore, Victoria ‏ في أستراليا.

## وصلات خارجية
- توني مكنمارا على موقع IMDb (الإنجليزية)
- توني مكنمارا على موقع ألو سيني (الفرنسية)
- توني مكنمارا على موقع قاعدة بيانات الفيلم (الإنجليزية)